# Pere Felip Monlau i Roca
Pere Felip Monlau i Roca (Barcelona, 29 de juny de 1808 - Madrid, 16 de febrer de 1871), fou un doctor en medicina, higienista i humanista català.

## Biografia
Fill de Jaume Monlau i España, de Viella (Vall d'Aran) i de Maria Francesca Roca i Alavedra, d'Esparreguera (Baix Llobregat).
Monlau va estudiar humanitats al Seminari Conciliar, medicina al Col·legi de Cirurgia i es va doctorar el 1833. En les seves primeres experiències laborals ja va poder veure els problemes de salut i higiene, primer es del Cos de Sanitat Militar i després al barri Gòtic de Barcelona, des de la Junta de Salubritat Municipal. Per això el 1833 des del diari El Vapor reclamava obrir banys públics, fer un escorxador porcí i atendre gratis als pobres.
Va exercir de catedràtic de Literatura i Història en la Universitat de Barcelona, restaurada en 1837, a partir de 1849. Considerat com un representant de l'humanisme, fou una persona polifacètica amb formació científica. Anteriorment, en 1844, havia exercit la docència a Madrid, en l'institut San Isidro i en l'Escuela Normal, com a catedràtic de Filosofia.
Considerat com un representant de l'humanisme, fou una persona polifacètica que entenia que bona part dels mals de la societat tenien el seu origen en la ignorància.
Persona de formació científica va escriure multitud d'obres de temes molt diversos: drames i comèdies, estudis sobre el daguerreotip (que havia conegut a París), sobre els vegetals o sobre l'idioma eslau. També va ser el director de "El Vapor".

## Activitat professional
Mèdicament va dedicar-se a la psiquiatria. Fou membre titular de la Societat Mèdico-Psicològica de París, i el 1840 va traduir l'estudi de Brierre de Boismont, la “Memòria per a l'establiment d'un hospital de bojos”. Poc després, va ser nomenat metge frenòpata a l'Hospital de la Santa Creu de Barcelona l'octubre de 1843, on fa treure les cadenes als bojos i que siguin considerats com a tal.
L'any 1841 va guanyar el concurs sobre els avantatges de l'enderrocament de la muralla medieval i moderna de Barcelona amb l'obra Abajo las murallas.
Deu anys després, el 1853 va ésser premiada i publicada en el Butlletí de la Societat Econòmica Barcelonesa d'Amics del País, la "Memoria sobre la creación de una casa de Locos extramuros de esta ciudad". Era set anys abans que altre gran higienista Emili Pi i Molist redactés el 1860 el seu "Projecte del Manicomi de la Santa Creu".
L'any 1848 col·laborà a la revista “La razón de la sinrazón” d'Antoni Pujadas i Mayans, propietari i director del manicomi de Sant Boi de Llobregat. També escriu a diaris progressistes de l'època com El Vapor, El Constitucional o El Popular.
Però la seva preocupació per la formació dels ciutadans, l'orientà també a exercir la docència. Fou catedràtic de literatura i història a la Universitat de Barcelona des del 1840 al 1844 en què fou separat del seu càrrec per motius polítics i exiliat al País Valencià. Catedràtic a l'Instituto de San Isidro a Madrid, el 1844. Guanyà la càtedra de Psicologia el 1847 que el portarà a establir-se definitivament a Madrid fins a la seva mort..
Professor de filosofia a l'Escuela Normal de Magisteri madrilenya. A partir de 1849, va exercir de catedràtic de Literatura i Història en la Universitat de Barcelona, restaurada el 1837.
Era membre de l'Academia de la Lengua i de la de Ciencias Morales y Políticas
També va destacar com a director del Museu Arqueològic Nacional d'Espanya. Va ser l'introductor a Espanya del corrent reformador de l'higienisme, i va arribar a ser secretari del Consejo de Sanidad del Reino. Un carrer de Barcelona i una residència d'Estudiants porten el seu nom.

## Obres
Algunes de les obres que va publicar foren:
- Tratado de medicina operatoria, vendajes y apésitos, por el doctor Sedillot, 1 tomo.
- El Libro de los libros ó ramillete de máximas
- De la instrucción pública en Francia, ensayo sobre su estado, 1838.
- Memoria para el establecimiento de un hospital de locos por A. Bierre de Bosmond, 1840.
- Abajo las murallas. Memoria sobre las ventajas que reportaria Barcelona y especialmente su industria de la demolición de las murallas que circuyen la ciudad (1841), premiat per l'Ajuntament amb una medalla d'or.
- Elementos de cronología. Dos ediciones, 1841.
- De litterarum statu atque progressu Oratio. Barcelona, 1841.
- Elementos o arte de componer en prosa y en verso para uso de Universidades e institutos (1842), escrit per a ser entès, amb un sentit didàctic i amb un gran elenc d'exemples.
- La Medicina de las pasiones, ó las pasiones consideradas con respecto á las enfermedades, las leyes y la Religion, por Descurrel, 1842. Segunda edición, corregida, 1857.
- Discurso inaugural en la apertura del curso académico de 43 a 44 en la universidad de Barcelona.
- Del magnetismo animal.
- Elementos de higiene privada.
- Remedios del pauperismo. Memoria para optar al premio ofrecido por la Sociedad económica matritense en mayo de 1845.
- Elementos de higiene pública. Dos volums. 1846
- Felipe Monlau, Pedro. Madrid en la mano: o, El amigo del forastero en Madrid y sus cercanías (en castellà).  Madrid: Imp. de Gaspar y Roig, editores, 1850 [Consulta: 26 febrer 2014].
- Memoria sobre la supresión de la mendicidad y organización de la junta de caridad. 1851.
- Memoria sobre la necesidad de establecer prados artificiales en España para los progresos de la agricultura y consecuente prosperidad de la nación. Barcelona.
- Higiene del matrimonio ó libros de los casados, en el cual se dan las reglas ó instrucciones necesarias para conservar la salud de los esposos, asegurar la paz conyugal y educar bien la familia. Un volum. Se n'han fet dues edicions, la 2a el 1858.
- Higiene industrial ó ¿qué medidas higiénicas puede dictar el gobierno á favor de las clases obreras? Memoria para optar al premio ofrecido acerca de esta cuestión por la Academia de medicina y cirugía de Barcelona en su programa de 1855, y distinguida por esta corporación con el premio de la medalla de oro y otras varias declaraciones honoríficas. Madrid, 1856.
- Discurso pronunciado en la solemne inauguración del año académico de 1853 e 54.
- Elementos de literatura ó Tratado de retórica y poética para uso de los institutos y colegios de segunda enseñanza. Madrid, 1856. Segunda edición.
- Higiene del alma ó arte de emplear las fuerzas del espíritu en beneficio de la salud. Obra escrita en alemán por el baron E. de Feuchtersleben, ministro que fue de Instrucción pública en Austria. Traducida de la 3ª. edición. Madrid, 1856.
- Curso de psicología. Madrid, 1858.
- Diccionario etimológico de la lengua castellana (un volum)